# 阿保まりあ
阿保 まりあ（あぼ まりあ、2001年3月21日 - ）は、日本の女性声優。宮城県出身。81プロデュース所属。

## 経歴
2017年、第11回81オーディションで小学館賞を受賞した。2020年4月1日から81プロデュースに所属。

## 人物
趣味・特技は写真、散歩、食べる事、メイクアップ、子供に好かれること。

## 出演
太字はメインキャラクター。

### テレビアニメ
2019年
- デュエル・マスターズ!!（チュリス女）

2021年
- カノジョも彼女（生徒達）
- プラチナエンド（野口）
- メガトン級ムサシ（まこりん）

2022年
- 明日ちゃんのセーラー服（上級生）
- ありふれた職業で世界最強 2nd season（教会教徒）
- 86-エイティシックス-（女性）
- RPG不動産（幼い兄）

2023年
- 絆のアリル（ゲーム生徒3）

2024年
- 戦国妖狐（岩玉）
- 疑似ハーレム（めぐ / めぐ〈つややか〉）
- 2.5次元の誘惑（生徒会役員C）
- 合コンに行ったら女がいなかった話

2025年
- 魔法使いの約束（市民、メイド、子供、羊）
- ギルドの受付嬢ですが、残業は嫌なのでボスをソロ討伐しようと思います（受付嬢）
- mono（牧之原先輩、たいしょう）
- 紫雲寺家の子供たち（審判）
- 異世界黙示録マイノグーラ〜破滅の文明で始める世界征服〜（ダークエルフ）
- 帝乃三姉妹は案外、チョロい。（買い物客）

### 劇場アニメ
- きみの色（2024年、女子生徒達）

### ゲーム
2019年
- 城姫クエスト（相馬中村城、佐土原城）

2020年
- CLOSERS（アンナ）

2021年
- ディズニー ツイステッドワンダーランド（子ども、観客）
- ファイナルファンタジーVII リメイク インターグレード
- メガトン級ムサシ（まこりん、ブルース・リー、伊伏の母、多部葉子、新田美希、来生まりも、小春、仁志）

2022年
- アリスフィクション（ランスロット)

2023年
- タワーオブスカイ（リシラ）
- モンスターストライク（ホア・ジャオリン）
- サンローラン騎士団（アンディ）

2024年
- ドット勇者〜三時のおやつと昼寝付きの冒険〜（滅尽の紅羽・クイナ）
- De:Lithe Last Memories（剣崎ナナミ）
- ゼンレスゾーンゼロ（青衣）
- ウマ娘 プリティーダービー（生徒会ウマ娘、カフェ店員、クラスメイト）
- プロジェクトセカイ カラフルステージ! feat. 初音ミク

2025年
- 妖怪ウォッチ ぷにぷに（月の民 満月）
- ヘブンバーンズレッド（萌子、その他）

### ドラマCD
- Loving House Vol.2 一ノ瀬侑李（2021年、女性客）
- THE IDOLM@STER MILLION C@STING 02 エンダーエンダー（2024年、参加者たち）

### ボイスコミック
- 春のアイリス（2020年、女子生徒）

### オーディオブック
- プロペラオペラ 1〜4巻（2020年 - 2022年、戸隠ミュウ 他[16][17][18][19]）
- 一等星の恋（2021年[20]）
- GJ部中等部（2022年、ジル[21]）
- 北海道の現役ハンターが異世界に放り込まれてみた（2022年、ナノテス 他[21]）
- 最強職《竜騎士》から初級職《運び屋》になったのに、なぜか勇者達から頼られてます 2巻（2022年、セシル[17]）

### その他コンテンツ
- ガイド役の天使を殴り倒したら、死霊術師になりました 第1巻PV（2024年、リンネ[22]）

## ディスコグラフィ

### キャラクターソング
| 発売日        | 商品名                 | 歌                       | 楽曲              | 備考                                   |
| ------------- | ---------------------- | ------------------------ | ----------------- | -------------------------------------- |
| 2024年6月26日 | 見失う自分の声を探して | 剣崎ナナミ（阿保まりあ） | 「Damper Maiden」 | ゲーム『De:Lithe Last Memories』関連曲 |